# Малинці
Ма́линці — село в Україні, у Клішковецькій громаді Дністровського району Чернівецької області.

## Населення

### Мова
Розподіл населення за рідною мовою за даними перепису 2001 року:
| Мова       | Кількість | Відсоток |
| ---------- | --------- | -------- |
| українська | 2210      | 98.66%   |
| російська  | 25        | 1.12%    |
| румунська  | 4         | 0.18%    |
| білоруська | 1         | 0.04%    |
| Усього     | 2240      | 100%     |

## Відомі люди
- Ейніх Акерман (1901—1970) — єврейський поет і журналіст.